# Woods Heights
Woods Heights és una població dels Estats Units a l'estat de Missouri. Segons el cens del 2000 tenia 742 habitants.

## Demografia
Segons el cens del 2000, Woods Heights tenia 742 habitants, 248 habitatges, i 213 famílies. La densitat de població era de 127,3 habitants per km².
Dels 248 habitatges en un 41,9% hi vivien nens de menys de 18 anys, en un 76,2% hi vivien parelles casades, en un 6% dones solteres, i en un 14,1% no eren unitats familiars. En el 12,9% dels habitatges hi vivien persones soles el 7,7% de les quals corresponia a persones de 65 anys o més que vivien soles. El nombre mitjà de persones vivint en cada habitatge era de 2,99 i el nombre mitjà de persones que vivien en cada família era de 3,26.
Per edats la població es repartia de la següent manera: un 31% tenia menys de 18 anys, un 7,1% entre 18 i 24, un 27,6% entre 25 i 44, un 24,8% de 45 a 60 i un 9,4% 65 anys o més.
L'edat mediana era de 35 anys. Per cada 100 dones de 18 o més anys hi havia 108,1 homes.
La renda mediana per habitatge era de 51.250 $ i la renda mediana per família de 53.393 $. Els homes tenien una renda mediana de 35.865 $ mentre que les dones 24.531 $. La renda per capita de la població era de 18.120 $. Entorn de l'1,4% de les famílies i el 2,2% de la població estaven per davall del llindar de pobresa.

## Poblacions més properes
El següent diagrama mostra les poblacions més properes.